# Harvey (Illinois)
Harvey é uma cidade localizada no estado americano de Illinois, no Condado de Cook.

## Demografia
Segundo o censo americano de 2000, a sua população era de 30.000 habitantes.
Em 2006, foi estimada uma população de 28.501, um decréscimo de 1499 (-5.0%).

## Geografia
De acordo com o United States Census Bureau tem uma área de 16,0 km², dos quais 16,0 km² cobertos por terra e 0,0 km² cobertos por água. Harvey localiza-se a aproximadamente 184 m acima do nível do mar.

## Localidades na vizinhança
O diagrama seguinte representa as localidades num raio de 4 km ao redor de Harvey.